# Gomphidius borealis
Gomphidius borealis är en svampart som beskrevs av O.K. Mill., Aime & Peintner 2002. Gomphidius borealis ingår i släktet Gomphidius och familjen Gomphidiaceae.   Inga underarter finns listade i Catalogue of Life.